# Ashok Kumar (ur. 1959)
Ashok Kumar (ur. 28 października 1959) – indyjski zapaśnik walczący w stylu wolnym. Olimpijczyk z Moskwy 1980, gdzie odpadł w eliminacjach w kategorii 52 kg.
Brązowy medalista igrzysk azjatyckich w 1982 i piąty i ósmy w 1978. Srebrny medalista mistrzostw Azji w 1979 i 1981 i brązowy w obu stylach zapaśniczych w 1983. Złoty medal na igrzyskach Wspólnoty Narodów w 1978 i srebrny w 1982. Mistrz Indii w latach 1978-1980 i 1983.
- Turniej w Moskwie 1980

Wygrał Jang Dok-ryongiem z Korei Północnej, a przegrał z Bułgarem Nermedinem Selimowwm i Władysławem Stecykiem.
W roku 1999 został laureatem nagrody Arjuna Award.